# ブリエック
ブリエック （Briec、かつてはブリエック＝ド＝ロデ、Briec-de-l'Odet、ブルトン語:Brieg）は、フランス、ブルターニュ地域圏、フィニステール県のコミューンである。

## 地理

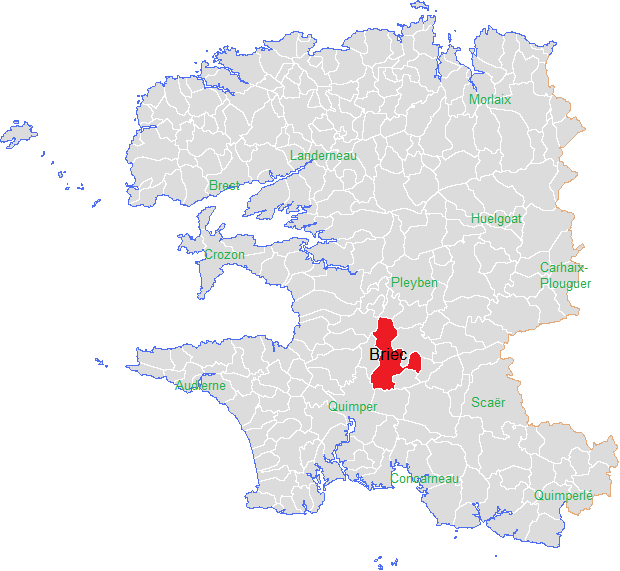
県内のブリエックの位置

コルヌアイユ地方の心臓部にあるブリエックは、カンペールの北東およそ15kmのところにある。町を見下ろすのは標高230mの Menez Roc'h-Veur山で、町は丘陵地帯にある。また、オデ川とオーヌ川の流域でもある。町の東側はエデルンとランデュダルに挟まれている。
ブリエックの中心には人口が集中しており、町の機能が集まっている。町の南部の孤立した居住地を除けば、残りの人口は分散した集落で暮らしている。
農村地帯は、斜面と囲い地の消滅を伴う新しい農村類型学によって大きなプロットに統合され、進化してきた。
世界大戦後、コミューンによって保存されてきた経済の側面からの農業は、1970年代以降、小さな農業食品加工業や小さな機械工業、建設業と共存している。

## 歴史

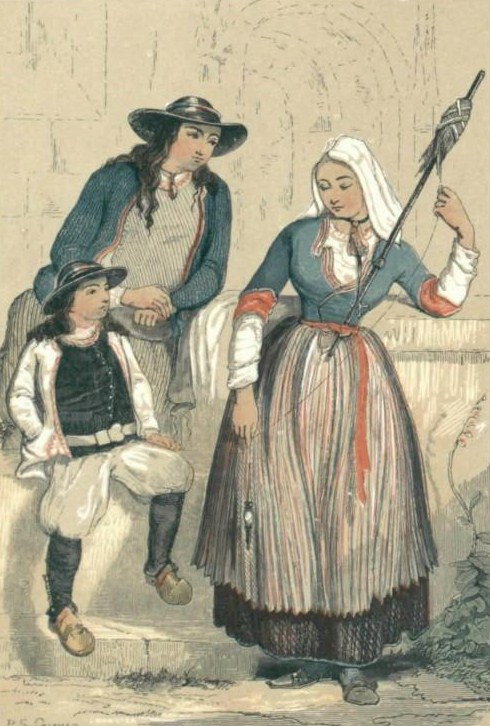
1844年に描かれたブリエックの人々

ブリエックはかつて、11世紀および1160年にはPlebs Brithiac、1249年から1574年はBriziac、1675年にはBriziecと呼ばれていた。ブリエックはガロ＝ローマ時代に起源がある。ブリエックにはローマの駐屯地があった。
古いアルモリカ時代のブリエック教区には、エデルン、ランドレヴァルゼック、ランゴラン、ランデュダルが含まれていた。
1248年以降、ランドレヴァルゼックはブリエック教区から分離して独立した教区となった。
1675年、ブリエックは印紙税一揆の中心地となった。
1795年、ロコール・マンドンに拠点を置いていた、ジョルジュ・カドゥーダル（fr）率いる王党派のシュアヌリたちが、火薬を盗むためポン・ド・ビュイの火薬製造所へ戻り、小学校教諭、そして聖職者民事基本法に署名したブリエックおよびサン＝セガルの教区主任司祭を殺害した。
何世紀にもわたって、町と住民の一部の繁栄は、ビデ（fr）と呼ばれるウマの特定品種を含め、畜産業の発展で育まれた。

## 人口統計
| 1962年 | 1968年 | 1975年 | 1982年 | 1990年 | 1999年 | 2006年 | 2010年 |
| ------ | ------ | ------ | ------ | ------ | ------ | ------ | ------ |
| 3425   | 3436   | 3744   | 4587   | 4546   | 4603   | 5103   | 5376   |

参照元:1999年までEHESS、2000年以降INSEE

## 文化

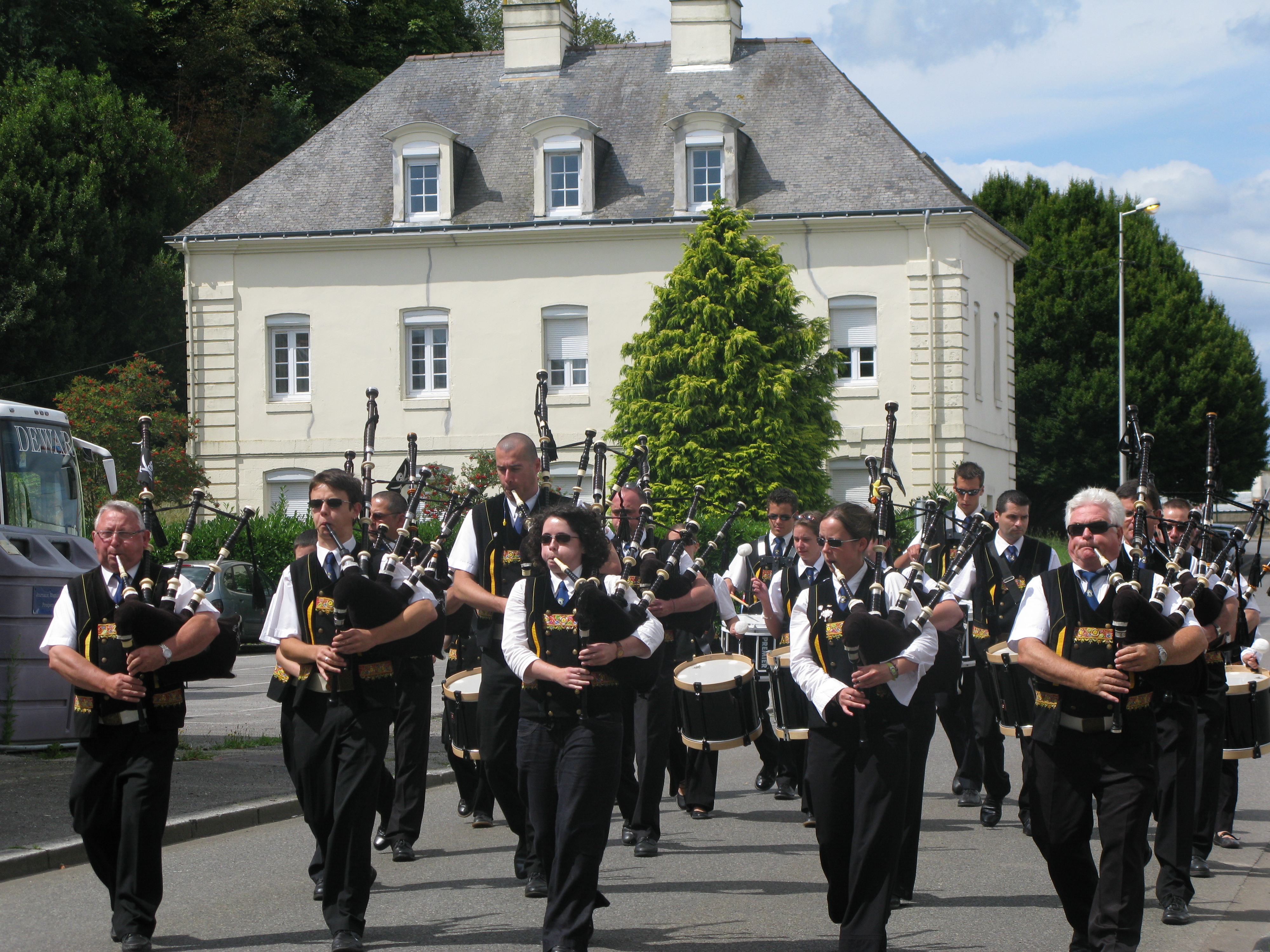

2007年の新学期時点で、コミューンの児童のうち5.5%がブルトン語・フランス語による二言語教育の小学校に在籍していた。
2007年、ブルトン音楽の楽団であるバガド・ブリエグ（Bagad Brieg）が、バガドのブルターニュ・チャンピオンに輝いた。

## 史跡
- サン・セバスティアン・ド・ガルニリス礼拝堂 - 1820年に掲げられた後陣窓、4つの衝立、トレガンのアームを備えた2つのオクルス、1580年に描かれたキリスト受難の絵画がある。
- サン・ヴェネック礼拝堂 - 聖ゲテノックに捧げられている
- サン・ゲノレ礼拝堂
- サン・ピエール教区教会
- サント・セシル礼拝堂 - ブルターニュで唯一、聖セシルを祀った礼拝堂
- トロアネト城 - 最古の部分は15世紀に建設。2002年より歴史記念物に指定された。

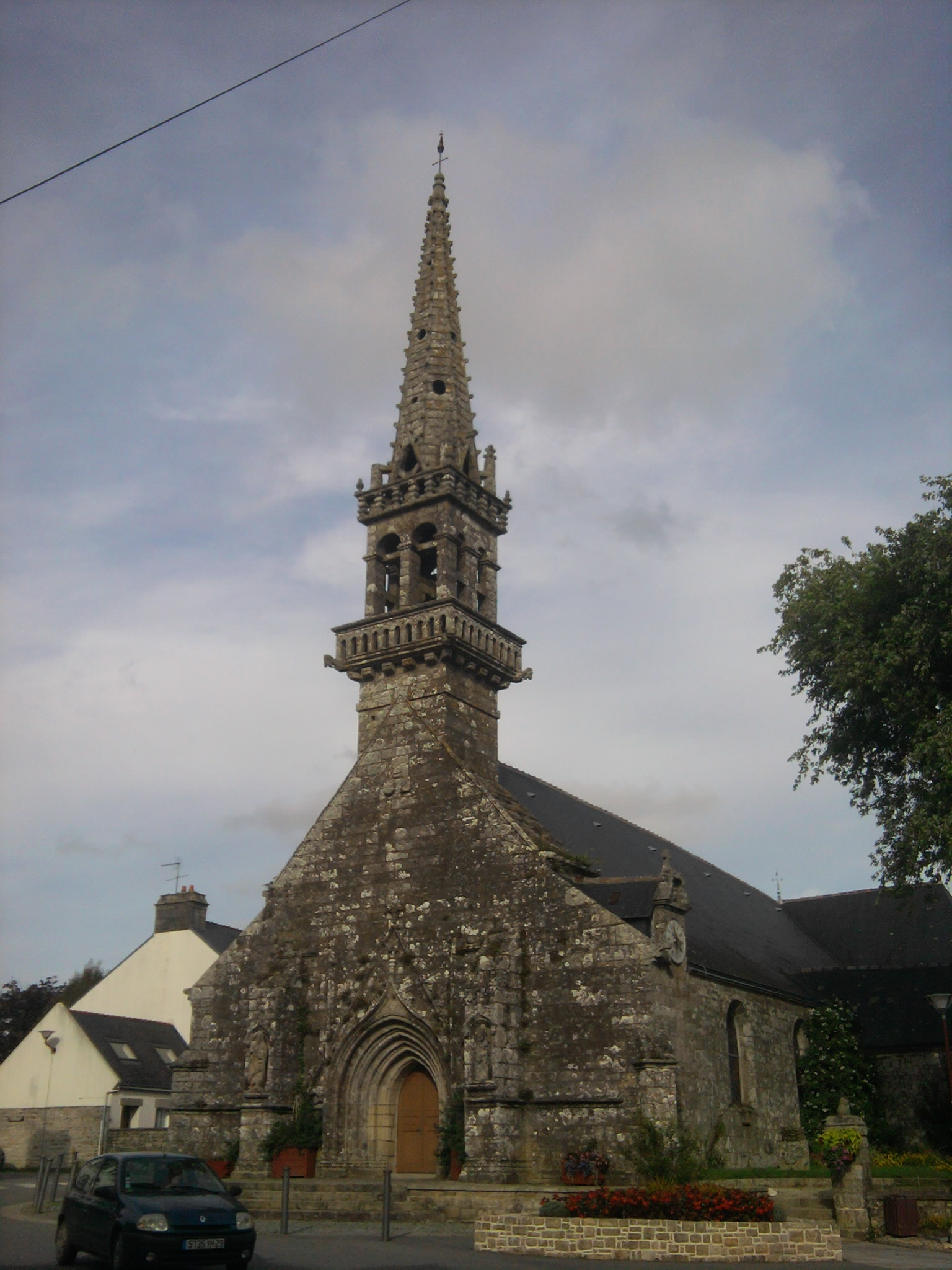
サン・ヴェネック礼拝堂
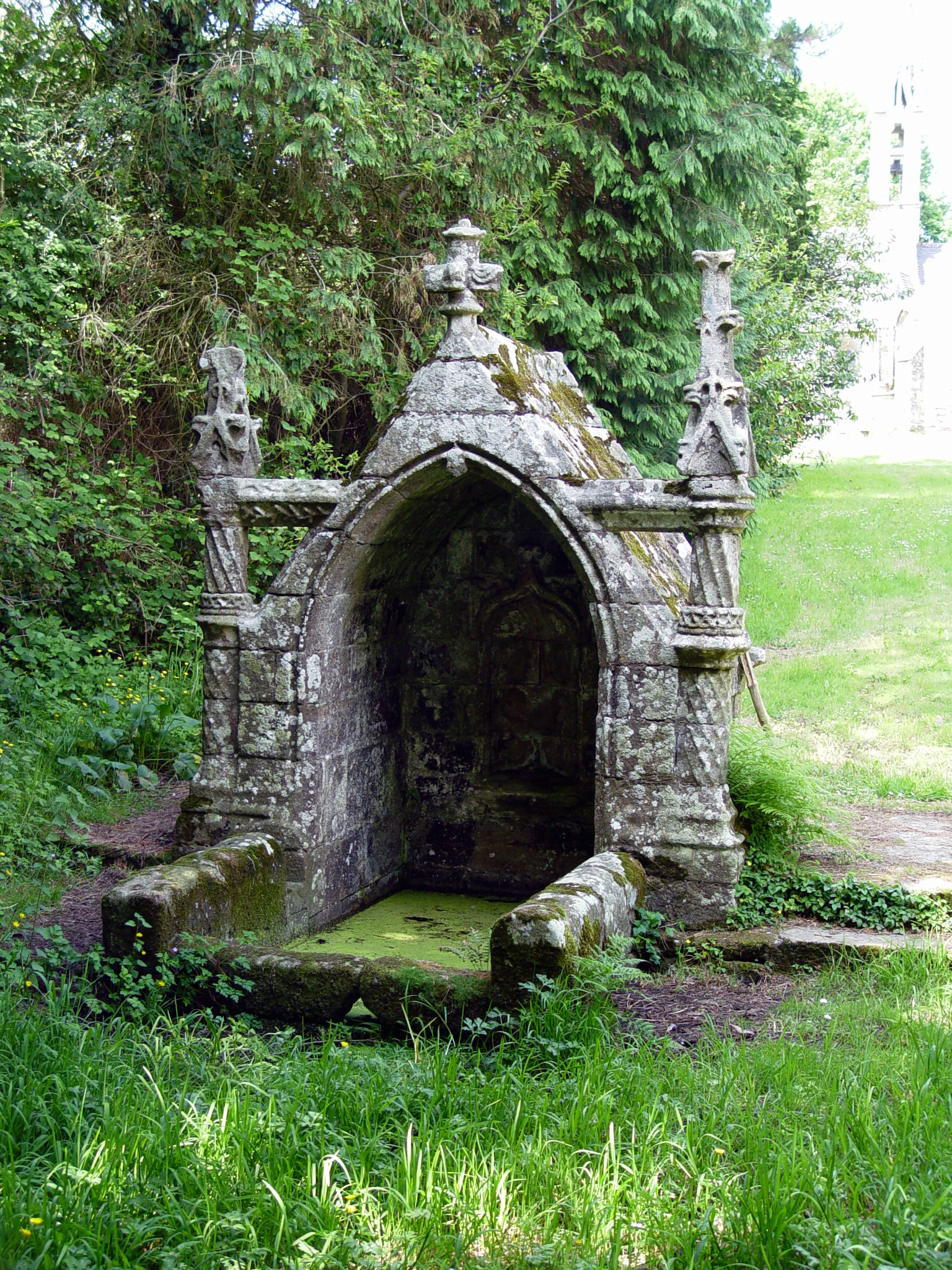
16世紀からあるサン・ヴェネックの泉
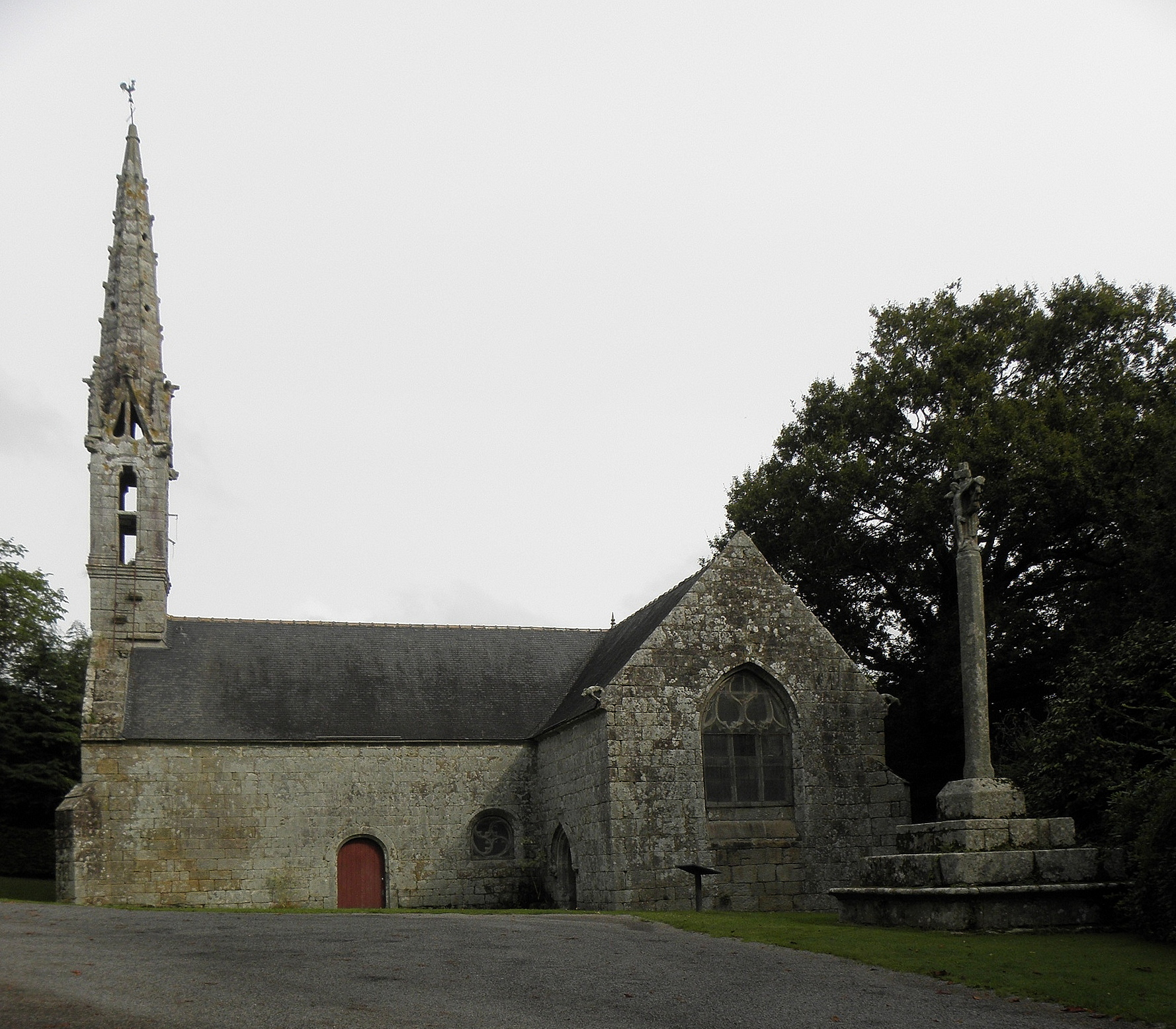
サント・セシル礼拝堂

## 姉妹都市
- ルシン（英語版）、ウェールズ